# Anna Wladislawowna Sukal
Anna Wladislawowna Sukal (russisch Анна Владиславовна Зукаль, wiss. Transliteration Anna Vladislavovna Zukal'; * 7. Oktober 1985 in Taschkent) ist eine ehemalige russische Freestyle-Skierin. Sie war auf die Disziplin Aerials (Springen) spezialisiert und nahm an zwei Olympischen Winterspielen sowie vier Freestyle-Skiing-Weltmeisterschaften teil.

## Werdegang
Sukal belegte in der Saison 2000/01 bei den Weltmeisterschaften 2001 in Whistler den 21. Platz und errang in Chamrousse mit dem dritten Platz ihre einzige Podestplatzierung im Europacup. Ihr Debüt im Freestyle-Skiing-Weltcup gab sie im Januar 2002 in Mont-Tremblant, wobei sie die Plätze 23 und 15 belegte. Im folgenden Monat wurde sie bei den Olympischen Winterspielen in Salt Lake City Sechste. In der Saison 2002/03 kam sie bei allen neun Teilnahmen am Weltcup unter den ersten Zehn. Dabei erreichte mit Platz drei im Mt. Buller ihre erste Podestplatzierung im Weltcup und zum Saisonende den 12. Platz im Gesamtweltcup sowie den fünften Rang im Aerials-Weltcup. Beim Saisonhöhepunkt, den Weltmeisterschaften 2003 in Deer Valley, sprang sie auf den sechsten Platz. Zudem gewann sie bei den Juniorenweltmeisterschaften 2003 im Marble Mountain die Goldmedaille. In der folgenden Saison belegte sie mit zehn Top-Zehn-Platzierungen, darunter Platz drei in Harbin den 18. Platz im Gesamtweltcup sowie den vierten Rang im Aerials-Weltcup. Nachdem Plätzen drei und vier im Mt. Buller zu Beginn der Saison 2004/05, kam sie fünfmal unter die ersten Zehn, darunter Platz drei in Špindlerův Mlýn sowie Rang zwei in Madonna di Campiglio und errang damit den 14. Platz im Gesamtweltcup sowie erneut den vierten Platz im Aerials-Weltcup. Zudem wurde sie russische Meisterin und bei den Weltmeisterschaften 2005 in Ruka Vierte. 
In der Saison 2005/06, wobei sie den 20. Platz im Aerials-Weltcup errang, kam Sukal in Lake Placid mit dem zweiten Platz letztmals im Weltcup aufs Podest und sprang bei den Olympischen Winterspielen 2006 in Turin auf den neunten Platz. In der folgenden Saison wurde sie mit vier Top-Zehn-Ergebnissen Neunte im Aerials-Weltcup. Außerdem belegte sie bei den Weltmeisterschaften 2007 in Madonna di Campiglio den neunten Platz und absolvierte in Deer Valley ihren 46. und damit letzten Weltcup, welchen sie auf den 11. Platz beendete. Bei der Winter-Universiade 2009 in Harbin gewann sie die Bronzemedaille im Teamwettbewerb.

## Erfolge

### Olympische Spiele
- 2002 Salt Lake City: 6. Platz Aerials
- 2006 Turin: 9. Platz Aerials

### Weltmeisterschaften
- 2001 Whistler: 21. Platz Aerials
- 2003 Deer Valley: 6. Platz Aerials
- 2005 Ruka: 4. Platz Aerials
- 2007 Madonna di Campiglio: 9. Platz Aerials

### Weltcup
Sukal errang im Weltcup sechs Podestplätze.
Weltcupwertungen:
| Saison  | Gesamt | Gesamt | Aerials | Aerials |
| Saison  | Platz  | Punkte | Platz   | Punkte  |
| ------- | ------ | ------ | ------- | ------- |
| 2001/02 | 36.    | 45     | 18.     | 224     |
| 2002/03 | 12.    | 83     | 5.      | 500     |
| 2003/04 | 18.    | 37     | 4.      | 442     |
| 2004/05 | 14.    | 36     | 4.      | 438     |
| 2005/06 | 57.    | 14     | 20.     | 159     |
| 2006/07 | 23.    | 26     | 9.      | 159     |

### Juniorenweltmeisterschaften
- Marble Mountain 2003: 1. Platz Aerials

### Weitere Erfolge
- 1 russischer Meistertitel (2005 Aerials)
- 1 Podestplatz im Europacup